# Appia appia
Appia appia är en fjärilsart som beskrevs av Evans 1955. Appia appia ingår i släktet Appia och familjen tjockhuvuden. Inga underarter finns listade i Catalogue of Life.